# Discografia di Enrique Iglesias
La seguente è la discografia di Enrique Iglesias, cantante e cantautore spagnolo di musica pop e latin pop.

## Album

### Album in studio

#### Album in lingua spagnola
| Anno | Titolo                                                        | Posizione in classifica | Posizione in classifica | Posizione in classifica | Posizione in classifica | Posizione in classifica | Posizione in classifica | Posizione in classifica | Certificazioni                                               |
| Anno | Titolo                                                        | U.S.                    | U.S. Latin              | UK                      | SPA                     | POL                     | AUS                     | MEX                     | Certificazioni                                               |
| ---- | ------------------------------------------------------------- | ----------------------- | ----------------------- | ----------------------- | ----------------------- | ----------------------- | ----------------------- | ----------------------- | ------------------------------------------------------------ |
| 1995 | Enrique Iglesias - Data di pubblicazione: 1995 - Formati: CD  | 148                     | 1                       | —                       | 5                       | —                       | —                       | 1                       | - US: Platino - ESP: 4× Platino - MEX: Oro - BRA: Oro        |
| 1997 | Vivir - Data di pubblicazione: January 28, 1997 - Formati: CD | 33                      | 1                       | —                       | 3                       | 37                      | —                       | 1                       | - US: Platino - BRA: Oro                                     |
| 1998 | Cosas del amor - Data di pubblicazione: 1998 - Formati: CD    | 64                      | 1                       | —                       | 8                       | —                       | —                       | 1                       | - US: Oro - MEX: Platino                                     |
| 2002 | Quizás - Data di pubblicazione: 2002 - Formati: CD/DVD        | 12                      | 1                       | 148                     | 1                       | 48                      | —                       | 1                       | - US: 4× Platino (Latin) - US: Oro - ESP: Platino - ARG: Oro |

#### Album in lingua inglese
| Anno | Titolo | Posizione in classifica | Posizione in classifica | Posizione in classifica | Posizione in classifica | Posizione in classifica | Posizione in classifica | Posizione in classifica | Posizione in classifica | Posizione in classifica | Certificazioni                                                                                       |
| Anno | Titolo | U.S.                    | UK                      | SPA                     | POL                     | SUI                     | NOR                     | AUS                     | MEX                     | FR                      | Certificazioni                                                                                       |
| ---- | --- | ----------------------- | ----------------------- | ----------------------- | ----------------------- | ----------------------- | ----------------------- | ----------------------- | ----------------------- | ----------------------- | --- |
| 1999 | Enrique - Data di pubblicazione: 1999 - Formati: CD                                                                   | 10                      | 801                     | 1                       | 1                       | 3                       | 3                       | 11                      | 3                       | 51                      | - US: Platino - CAN: 5× Platino - AUS: Platino - EU: 2× Platino - NZ: Platino                        |
| 2001 | Escape - Data di pubblicazione: 2001 - Formati: CD                                                                    | 2                       | 1                       | 3                       | 1                       | 4                       | 10                      | 1                       | 1                       | 19                      | - US: 3× Platino - UK: 4× Platino - CAN: 5× Platino - AUS: 5× Platino - EU: 2× Platino - NZ: Platino |
| 2003 | 7 - Data di pubblicazione: 2003 - Formati: CD                                                                         | 34                      | 13                      | 31                      | 41                      | 11                      | —                       | 15                      | 13                      | 142                     | - UK: Oro - CAN: Platino - AUS: Platino - RUS: Oro'                                                  |
| 2007 | Insomniac - Data di pubblicazione: 12 giugno 2007 - RIpubblicazione: 8 luglio 2008 - Formati: CD/DVD/digital download | 17                      | 3                       | 8                       | 13                      | 8                       | —                       | 44                      | 8                       | 36                      | - UK: Oro - RUS: 6x Platino                                                                          |

#### Album bilingue
| Anno | Titolo                                                                         | Posizione in classifica | Posizione in classifica | Posizione in classifica | Posizione in classifica | Posizione in classifica | Posizione in classifica | Posizione in classifica | Posizione in classifica | Posizione in classifica | Posizione in classifica | Certificazioni |
| Anno | Titolo                                                                         | U.S.                    | U.S. Latin              | AUS                     | CAN                     | EU                      | FRA                     | MEX                     | SPA                     | SWI                     | UK                      | Certificazioni |
| ---- | ------------------------------------------------------------------------------ | ----------------------- | ----------------------- | ----------------------- | ----------------------- | ----------------------- | ----------------------- | ----------------------- | ----------------------- | ----------------------- | ----------------------- | -------------- |
| 2010 | Euphoria - Data di pubblicazione: 6 luglio 2010 - Formati: CD/Digital download | 10                      | 1                       | 6                       | 12                      | 5                       | 10                      | 1                       | 1                       | 4                       | 6                       | - MEX: Oro     |

Note
1 Il primo album in lingua inglese Enrique raggiunse la posizione numero 81 nel Regno Unito nel 1999. Nel 2002 è rientrato in classifica ed ha raggiunto una posizione più alta che in precedenza.

### Compilation
| Anno | Titolo                                                                                   | Posizione in classifica | Posizione in classifica | Posizione in classifica | Posizione in classifica | Posizione in classifica | Posizione in classifica | Certificazioni                                        |
| Anno | Titolo                                                                                   | U.S.                    | U.S. Latin              | UK                      | Spain                   | France                  | México                  | Certificazioni                                        |
| ---- | ---------------------------------------------------------------------------------------- | ----------------------- | ----------------------- | ----------------------- | ----------------------- | ----------------------- | ----------------------- | ----------------------------------------------------- |
| 2008 | Enrique Iglesias: 95/08 Exitos - Data di pubblicazione: March 25, 2008 - Formati: CD/DVD | 18                      | 1                       | —                       | 12                      | —                       | 2                       | - US: 2× Platino (Latin) - MEX: Oro - RUS: Platino    |
| 2008 | Greatest Hits - Data di pubblicazione: November 11, 2008 - Formati: CD/DVD               | 80                      | —                       | 3                       | —                       | 2                       | —                       | - UK: Platino - IRE: 2× Platino - RUS: Oro - FRA: Oro |

## Singoli

### Solista
| 1995                                                   | Si tú te vas                                                | —   | —  | 1  | —  | —   | 21 | —  | —  | —  | —  | —  | —  | Enrique Iglesias               |
| 1996                                                   | Experiencia religiosa                                       | —   | —  | 1  | —  | —   | —  | —  | —  | —  | —  | —  | —  | Enrique Iglesias               |
| 1996                                                   | Por amarte                                                  | —   | —  | 1  | —  | —   | —  | —  | —  | —  | —  | —  | —  | Enrique Iglesias               |
| 1996                                                   | No llores por mí                                            | —   | —  | 1  | —  | —   | —  | —  | —  | —  | —  | —  | —  | Enrique Iglesias               |
| 1996                                                   | Trapecista                                                  | —   | —  | 1  | —  | —   | —  | —  | —  | —  | —  | —  | —  | Enrique Iglesias               |
| 1997                                                   | Enamorado por primera vez                                   | —   | —  | 1  | —  | —   | —  | —  | —  | —  | —  | —  | —  | Vivir                          |
| 1997                                                   | Sólo en ti                                                  | —   | —  | 1  | —  | —   | —  | —  | —  | —  | —  | —  | —  | Vivir                          |
| 1997                                                   | Al despertar                                                | —   | —  | 11 | —  | —   | —  | —  | —  | —  | —  | —  | —  | Vivir                          |
| 1997                                                   | Lluvia cae                                                  | —   | —  | 3  | —  | —   | —  | —  | —  | —  | —  | —  | —  | Vivir                          |
| 1997                                                   | Miente                                                      | —   | —  | 1  | —  | —   | —  | —  | —  | —  | —  | —  | —  | Vivir                          |
| 1997                                                   | Revolución                                                  | —   | —  | 6  | —  | —   | —  | —  | —  | —  | —  | —  | —  | Vivir                          |
| 1998                                                   | Esperanza                                                   | —   | —  | 1  | —  | —   | —  | —  | —  | —  | —  | —  | —  | Cosas del amor                 |
| 1998                                                   | Nunca te olvidaré                                           | —   | —  | 1  | —  | —   | —  | —  | —  | —  | —  | —  | —  | Cosas del amor                 |
| 1999                                                   | Bailamos                                                    | 1   | 1  | 1  | 1  | 4   | 6  | 10 | 13 | 11 | 4  | 1  | 30 | Enrique                        |
| 1999                                                   | Rhythm Divine/Ritmo Total                                   | 32  | 4  | 1  | 1  | 45  | 27 | 24 | 36 | —  | 20 | 1  | 28 | Enrique                        |
| 2000                                                   | Be with You/Sólo me importas tú                             | 1   | 1  | 2  | 4  | —   | 43 | 20 | 36 | 8  | —  | 1  | 30 | Enrique                        |
| 2000                                                   | Sad Eyes/Más es amar                                        | 123 | 8  | —  | —  | —   | —  | —  | —  | 14 | —  | 1  | —  | Enrique                        |
| 2000                                                   | Could I Have This Kiss Forever (Duetto con Whitney Houston) | 52  | —  | —  | 4  | 7   | 16 | 5  | 12 | 4  | 1  | 1  | 6  | Enrique                        |
| 2001                                                   | Hero/Héroe                                                  | 3   | 1  | 1  | 1  | 1   | 43 | 3  | 1  | 4  | 3  | 1  | 22 | Escape                         |
| 2002                                                   | Escape/Escapar                                              | 12  | 1  | 2  | 5  | 3   | —  | 6  | 7  | 2  | 3  | 3  | —  | Escape                         |
| 2002                                                   | Don't Turn Off the Lights/No apagues la luz                 | —   | —  | —  | —  | —   | —  | —  | 8  | 8  | —  | 38 | —  | Escape                         |
| 2002                                                   | Love to See You Cry                                         | —   | —  | —  | 19 | 12  | 17 | 53 | 61 | 9  | 25 | 9  | —  | Escape                         |
| 2002                                                   | Maybe                                                       | —   | —  | —  | —  | 12  | —  | 62 | 41 | 6  | 21 | —  | —  | Escape                         |
| 2002                                                   | To Love a Woman (Duetto con Lionel Richie)                  | —   | —  | —  | —  | 19  | —  | 52 | —  | 20 | —  | 47 | —  | Escape                         |
| 2002                                                   | Mentiroso                                                   | —   | —  | 1  | —  | —   | —  | —  | —  | —  | —  | 57 | —  | Quizás                         |
| 2002                                                   | La chica de ayer                                            | —   | —  | —  | 1  | —   | —  | —  | —  | —  | —  | —  | —  | Quizás                         |
| 2003                                                   | Quizás                                                      | —   | —  | 1  | 3  | —   | —  | —  | —  | —  | —  | —  | —  | Quizás                         |
| 2003                                                   | Para qué la vida                                            | —   | —  | 1  | —  | —   | —  | —  | —  | —  | —  | —  | —  | Quizás                         |
| 2003                                                   | Addicted/Adicto                                             | —   | 4  | 6  | —  | 11  | —  | 31 | 43 | 6  | —  | 10 | —  | 7                              |
| 2004                                                   | Not in Love (feat. Kelis)                                   | —   | 1  | 37 | —  | 5   | 36 | 14 | 15 | 10 | 6  | 4  | 20 | 7                              |
| 2007                                                   | Do You Know? (The Ping Pong Song)/Dímelo                    | 21  | 3  | 1  | 6  | 3   | 9  | 6  | —  | 2  | 2  | 7  | 32 | Insomniac                      |
| 2007                                                   | Somebody's Me/Alguien soy yo                                | —   | 4  | 4  | —  | 162 | —  | —  | —  | —  | —  | —  | 64 | Insomniac                      |
| 2007                                                   | Tired of Being Sorry/Amigo vulnerable                       | —   | —  | 5  | —  | 20  | 1  | 46 | —  | 26 | 3  | —  | 1  | Insomniac                      |
| 2008                                                   | Push (feat. Lil Wayne)                                      | —   | —  | —  | —  | —   | —  | —  | —  | —  | —  | —  | 29 | Insomniac                      |
| 2008                                                   | Can You Hear Me                                             | —   | —  | —  | 15 | —   | 21 | 14 | —  | 17 | 1  | 19 | 5  | Insomniac                      |
| 2008                                                   | ¿Dónde están corazón?                                       | —   | —  | 1  | —  | —   | —  | —  | —  | —  | —  | —  | —  | Enrique Iglesias: 95/08 Exitos |
| 2008                                                   | Lloro por ti (Remix feat. Wisin & Yandel)                   | 91  | —  | 1  | —  | —   | —  | —  | —  | —  | —  | —  | —  | Enrique Iglesias: 95/08 Exitos |
| 2008                                                   | Away (feat. Sean Garrett)                                   | —   | 1  | —  | —  | 132 | —  | —  | —  | —  | —  | 60 | —  | Greatest Hits                  |
| 2009                                                   | Takin' Back My Love (feat. Ciara)                           | —   | 4  | —  | —  | 12  | 2  | 9  | —  | —  | 7  | 47 | 9  | Greatest Hits                  |
| 2010                                                   | Cuando me enamoro (feat. Juan Luis Guerra)                  | 89  | —  | 1  | 8  | —   | —  | —  | —  | —  | —  | —  | —  | Euphoria                       |
| 2010                                                   | I Like It (feat. Pitbull)                                   | 8   | 13 | 32 | 6  | 4   | 2  | 10 | 2  | —  | 13 | —  | 10 | Euphoria                       |
| 2010                                                   | Heartbeat (feat. Nicole Scherzinger)                        | —   | —  | —  | —  | 8   | 4  | —  | 5  | 15 | —  | —  | —  | Euphoria                       |
| 2010                                                   | No me digas que no (feat. Wisin & Yandel)                   | —   | —  | —  | —  | -   | —  | —  | -  | -  | —  | —  | —  | Euphoria                       |
| 2010                                                   | Tonight (I'm Fuckin' You) (feat. Ludacris & DJ Frank E)     | —   | —  | —  | —  | —   | 26 | 12 | 2  | —  | —  | —  | —  | Euphoria                       |
| 2011                                                   | Dirty Dancer (feat. Usher & Lil Wayne)                      | —   | —  | —  | 42 | —   | 99 | —  | 24 | —  | 39 | —  | —  | Euphoria                       |
| 2011                                                   | Ayer                                                        | —   | —  | —  | —  | —   | —  | —  | —  | —  | —  | —  | —  |                                |
| 2013                                                   | Turn the night up                                           | —   | —  | —  | —  | —   | —  | —  | —  | —  | —  | —  | 40 |                                |
| 2011                                                   | I Like How It Feels (ft. Pitbull e Waw.S)                   | —   | —  | —  | —  | —   | —  | —  | —  | —  | —  | —  | —  |                                |
| 2014                                                   | Bailando (ft. Gente de zona, Descemer Bueno e Sean Paul)    | 12  | —  | 1  | 1  | 75  | 12 | 31 | 42 | 1  | —  | —  | 1  |                                |
| 2015                                                   | El perdón (ft. Nicky Jam)                                   | 56  | —  | 1  | 1  | —   | 12 | 9  | 8  | 1  | —  | —  | —  |                                |
| 2016                                                   | Duele el corazón (ft. Wisin)                                | 82  | —  | 1  | 1  | —   | 1  | 6  | 13 | 4  | —  | —  | —  |                                |
| 2017                                                   | Súbeme la radio (ft. Descemer Bueno, Zion e Lennox)         | 82  | —  | 1  | 2  | —   | 17 | 15 | 7  | 3  | —  | —  | —  |                                |
| 2018                                                   | El baño (ft. Bad Bunny)                                     | 98  | —  | 8  | 2  | —   | —  | —  | —  | 50 | —  | —  | —  |                                |
| "—" denota che il singolo non è entrato in classifica. |                                                             |     |    |    |    |     |    |    |    |    |    |    |    |                                |

### Da ospite
| 2009                                                   | Gracias a tí (Remix) (Wisin & Yandel featuring Enrique Iglesias) | -  | 1 | -  | -  | -  | -  | -  | 12 | -  | - | La revolución: Evolution  |
| 2010                                                   | We Are the World 25 for Haiti (feat. artisti vari)               | 2  | - | 15 | 50 | 25 | 18 | 10 | -  | 7  | 1 |                           |
| 2011                                                   | Naked (Dev featuring Enrique Iglesias)                           | 99 | - | -  | -  | -  | -  | -  | -  | 54 | - | The Night the Sun Came Up |
| "—" denota che il singolo non è entrato in classifica. |                                                                  |    |   |    |    |    |    |    |    |    |   |                           |